# Phare d'Oukacha
Pour les articles homonymes, voir Oukacha.
Le phare d'Oukacha est un phare situé sur la Pointe d'Oukacha, à l'entrée du port de Casablanca (Région de Casablanca-Settat - Maroc).
Il est géré par l'autorité portuaire et maritime au sein du Ministère de l'équipement, du transport, de la logistique et de l'eau.

## Histoire
Le phare de la Pointe d'Oukacha a été mis en service en 1960. Il est érigé sur un promontoire rocheux à l'ouest du port, dans Dar-el-Beida. C'est un phare de jalonnement pour l'entrée au port de Casablanca. C'est une tour carrée en béton blanc, avec une galerie crénelée et une lanterne rouge foncé, de 24 m de haut.
Il émet, à 29 m au-dessus du niveau de la mer, deux éclats brefs de couleur blanche, toutes les 2 secondes, visible jusqu'à 18 milles nautiques (environ 32 km. Il est aussi équipé d'un feu rouge fixe marquant le plateau rocheux aux abords du ports.
Identifiant : ARLHS : MOR030 - Amirauté : D2566 - NGA : 23096 .